# Solfrid Koanda
Solfrid Eila Amena Koanda (Oulu, Finlandia, 13 de noviembre de 1998) es una deportista noruega que compite en halterofilia; campeona olímpica en París 2024, campeona mundial y cuatro veces campeona europea.

## Trayectoria
Participó en los Juegos Olímpicos de París 2024, obteniendo una medalla de oro en la categoría de 81 kg.
Ganó dos medallas en el Campeonato Mundial de Halterofilia, en los años 2021 y 2022, y cuatro medallas de oro en el Campeonato Europeo de Halterofilia entre los años 2022 y 2025.
Nació en Finlandia, hija de madre finlandesa y padre marfileño, pero vive en Grimstad (Noruega) desde 2007.

## Palmarés internacional
| Juegos Olímpicos   | Juegos Olímpicos     | Juegos Olímpicos  | Juegos Olímpicos |
| Año                | Lugar                | Medalla           | Categoría        |
| ------------------ | -------------------- | ----------------- | ---------------- |
| 2024               | París (Francia)      | Medalla de oro    | 81 kg            |
| Campeonato Mundial |                      |                   |                  |
| Año                | Lugar                | Medalla           | Categoría        |
| 2021               | Taskent (Uzbekistán) | Medalla de bronce | 87 kg            |
| 2022               | Bogotá (Colombia)    | Medalla de oro    | 87 kg            |
| Campeonato Europeo |                      |                   |                  |
| Año                | Lugar                | Medalla           | Categoría        |
| 2022               | Tirana (Albania)     | Medalla de oro    | 87 kg            |
| 2023               | Ereván (Armenia)     | Medalla de oro    | 87 kg            |
| 2024               | Sofía (Bulgaria)     | Medalla de oro    | 87 kg            |
| 2025               | Chisináu (Moldavia)  | Medalla de oro    | 87 kg            |